# Vordernberg
Vordernberg là một đô thị thuộc huyện Leoben bang Steiermark, nước Áo. Đô thị Vordernberg có diện tích 27,74 km², dân số thời điểm cuối năm 2008 là 1203 người.